# Charles Pictet de Rochemont
Pour les autres membres de la famille, voir Pictet.
Charles Pictet de Rochemont (21 septembre 1755 - 28 décembre 1824) est un homme d'État, agronome et diplomate suisse originaire du canton de Genève. Il a négocié les frontières actuelles du canton de Genève et la reconnaissance du statut de neutralité permanente de la Suisse.

## Biographie

### Jeunesse et formation
Membre du second rameau (aujourd'hui éteint) de la branche puînée de la famille Pictet, qui obtint la bourgeoisie genevoise en 1474, Charles Pictet est le deuxième fils issu du mariage entre Charles Pictet (1713-1792), dit de Cartigny, qui fut colonel au service des Provinces-Unies (actuels Pays-Bas), et Marie, née Dunant.
Dès l'âge de 13 ans, il étudie en pension au séminaire de Haldenstein, près de Coire, où il reçoit une solide formation humaniste. Il y apprend l'anglais, l'allemand et l'italien, et se lie d'amitié avec des élèves provenant de toute la Suisse.
Destiné par son père à une carrière militaire, il entre à l'âge de 20 ans avec le grade de sous-lieutenant au service de la France, où il sert dans le régiment de Diesbach et dans la Compagnie Lullin de Châteauvieux.
À 30 ans, en 1785, il prend son congé, rentre à Genève et épouse Adélaïde Sara de Rochemont en 1786. Il joindra dorénavant le nom de sa femme au sien. De cette union naîtront Charles-René (1787-1856), Amédée (1789-1817), Amélie (1791-1872), Adolphe (1796-1797), Anne (1798-morte en bas âge), Adolphe (1799-1875), et Anna (1801-1882).

### Carrière politique genevoise
En 1788, il entre au Conseil des Deux-Cents. L'année suivante, il reçoit le commandement d'un des quatre bataillons de la Milice bourgeoise pour laquelle il rédige des "Instructions d'exercices". Elles seront rééditées pour la Garde nationale, qui succède à la milice. Il est également élu auditeur de la Justice en 1790 et commande, avec le grade de major, la Légion genevoise (anciennement Régiment des Volontaires) dès 1792, année durant laquelle la Révolution triomphe à Genève, mettant fin aux institutions de l'Ancien Régime. La même année, il est élu membre de l'Assemblée nationale genevoise nouvellement créée avec son frère Marc-Auguste, mais les excès du jacobinisme les poussent à démissionner après seulement quelques mois. En 1794, Jean-François de Rochemont, beau-frère de Pictet, est condamné à mort et exécuté par les tribunaux révolutionnaires. Cet épisode tragique, ainsi qu'une condamnation à une année de détention domestique dans son domaine de Cartigny dégoûtent Pictet de la vie politique, dont il se détachera pendant plus de vingt ans. Contrairement à son frère Marc-Auguste, Charles n'exercera aucune fonction après l'annexion de Genève par le Directoire en 1798. Il profite de sa retraite de la vie publique pour traduire de l'anglais la Théologie naturelle de William Paley, et publie en 1795 son Tableau des États-Unis d'Amérique, un des premiers ouvrages en langue française sur le sujet.

### Pictet agronome
Depuis un voyage en Angleterre que Pictet et son frère Marc-Auguste avaient fait quelques années auparavant (en 1787), Charles était fasciné par la vitalité économique et industrielle de ce pays. Il se lance dans plusieurs entreprises pré-industrielles à Genève (fabrique de poterie dans le quartier des Pâquis et tuilerie de Pinchat) qui ne rencontrent finalement pas le succès attendu. Il acquiert un domaine de 75 hectares à Lancy et se tourne alors vers l'agronomie, plus particulièrement vers la culture du maïs, une plante méconnue à Genève. Il se met surtout, avec l'aide de son épouse, à l'élevage de moutons mérinos dont il perfectionne la race par des croisements afin d'obtenir de la laine de plus en plus fine. Le succès de cette entreprise est incontestable. En 1806, un agronome lyonnais recense plus de 9600 moutons mérinos ou métis dans les environs de Genève. En 1805, Pictet vend pour 80 000 francs de mérinos en Hongrie. Son fils aîné, Charles-René, part pour St-Pétersbourg pour présenter au tsar Alexandre des modèles réduits de pompes à incendie en usage à Genève mais, très vite, Charles lui confie la mission de trouver des terres pour y élever des moutons. Il entre alors en contact avec le duc de Richelieu, gouverneur de la Nouvelle Russie, qui l'aide à obtenir du tsar Alexandre une concession d'environ 12 000 hectares aux alentours d'Odessa, dans un domaine baptisé Novoï-Lancy (Nouveau-Lancy). En 1809, un troupeau de 900 bêtes envoyées depuis Genève arrive dans ces bergeries. L'entreprise, dirigée au début par son fils Charles-René, finira par compter quelque 28 000 hectares et autant de moutons.

### La Bibliothèque britannique
En 1796, Charles fonde la Bibliothèque britannique, périodique littéraire et scientifique avec pour collaborateurs de la première heure son frère, Marc-Auguste Pictet, et Frédéric-Guillaume Maurice. Symbole de l’anglophilie genevoise, cette publication va, malgré la guerre et le blocus continental, répandre en Europe, sous forme de traductions assorties de commentaires, les découvertes scientifiques et la littérature anglaises. Ses abonnés, dont le nombre ne dépassa jamais six cents, appartiennent à l’élite européenne. La publication de la revue représente 5 volumes de 500 pages par année. Le renom et le succès de la Bibliothèque, dans laquelle Charles se chargeait de la partie littérature et agronomie (de 1796 à 1815) et Marc-Auguste de la partie scientifique, seront de précieux atouts dans les futures missions diplomatiques de Pictet. Les principaux articles de Charles touchant à l’agronomie ont été publiés séparément sous le titre de Cours d’agriculture anglaise, en dix volumes. En 1816, le périodique prend le nom de Bibliothèque universelle et s'ouvre aux publications de l'Europe entière.

### Carrière diplomatique
La chute de Napoléon et la libération de Genève en 1813 par les troupes autrichiennes du Général Bubna va mettre Charles Pictet de Rochemont sur le devant de la scène politique. Genève, à nouveau indépendante, envoie d'abord à Bâle une députation composée de Pictet, Joseph Des Arts et Auguste Saladin qui rencontrent dans la cité rhénane le tsar Alexandre, l'empereur d'Autriche et le roi de Prusse. Les trois souverains encouragent Genève à se rapprocher de la Suisse. Pictet rencontre à cette occasion le baron de Stein, conseiller du tsar, qui lui propose de rester auprès des souverains alliés victorieux de la France, en qualité de secrétaire général de l'administration des pays conquis, mission que Pictet accepte mais n'exerce pas, les alliés ayant finalement refusé cette forme d'occupation.
Pictet est rappelé en mars 1814 à Genève, où il devient dès lors le diplomate attitré de la cité, puis de la Confédération, durant les grands congrès internationaux qui redessinent la carte de l'Europe post-napoléonienne. Pictet part d'abord pour Paris avec pour mission de réunir les territoires de Genève, qui va devenir canton suisse, enclavés en France et en Savoie, et d'assurer leur continuité avec la Suisse. Il faudra plus de deux ans de négociation pour y parvenir. Représentant de Genève au premier congrès de Paris (1814) et au congrès de Vienne (1814-1815), il sera l'envoyé de la Confédération au second congrès de Paris et à Turin (1816). Il obtiendra la cession de communes dans le Pays de Gex, assurant ainsi la continuité du nouveau canton de Genève avec la Suisse, et de communes en Savoie sarde, de façon que le territoire soit d'un seul tenant. Cette obtention de territoire est d'abord acquise grâce à l'article 4 au premier Traité de Paris et les articles 79 et 80 de l'Acte final du Congrès de Vienne. Cette réunion de nouveaux territoires a lieu malgré la résistance de la France, représentée par Talleyrand au premier congrès de Paris et au Congrès de Vienne  puis par le duc de Richelieu au second congrès de Paris dont Pictet de Rochemont est l'ami. Les alliés étaient convenus, à Vienne de reconnaître la neutralité de la Suisse, Pictet rédigera la déclaration solennelle du 20 novembre 1815 par laquelle les Puissances reconnaissent que « la neutralité permanente de la Suisse et de son indépendance de toute influence étrangère sont dans les vrais intérêts politiques de l'Europe entière ». Par le Traité de Turin, cette neutralité avait été étendue à la Savoie du Nord, clause abolie en 1918.
Les raisons des succès diplomatiques de Pictet sont multiples. On peut notamment mentionner l'appui constant de Capodistrias (diplomate russe d'origine grecque), le remplacement à la tête de la diplomatie française de Talleyrand par le duc de Richelieu au second congrès de Paris, avec qui Pictet était ami, ainsi qu'une feuille de route plus précise pour Pictet à partir de 1815. En 1816, au congrès de Turin, il s'efforce de faire respecter la plupart des décisions prises au Congrès de Vienne de 1815, notamment le maintien du littoral jusqu'à Hermance dans le territoire genevois.

### Retour à la vie genevoise et postérité

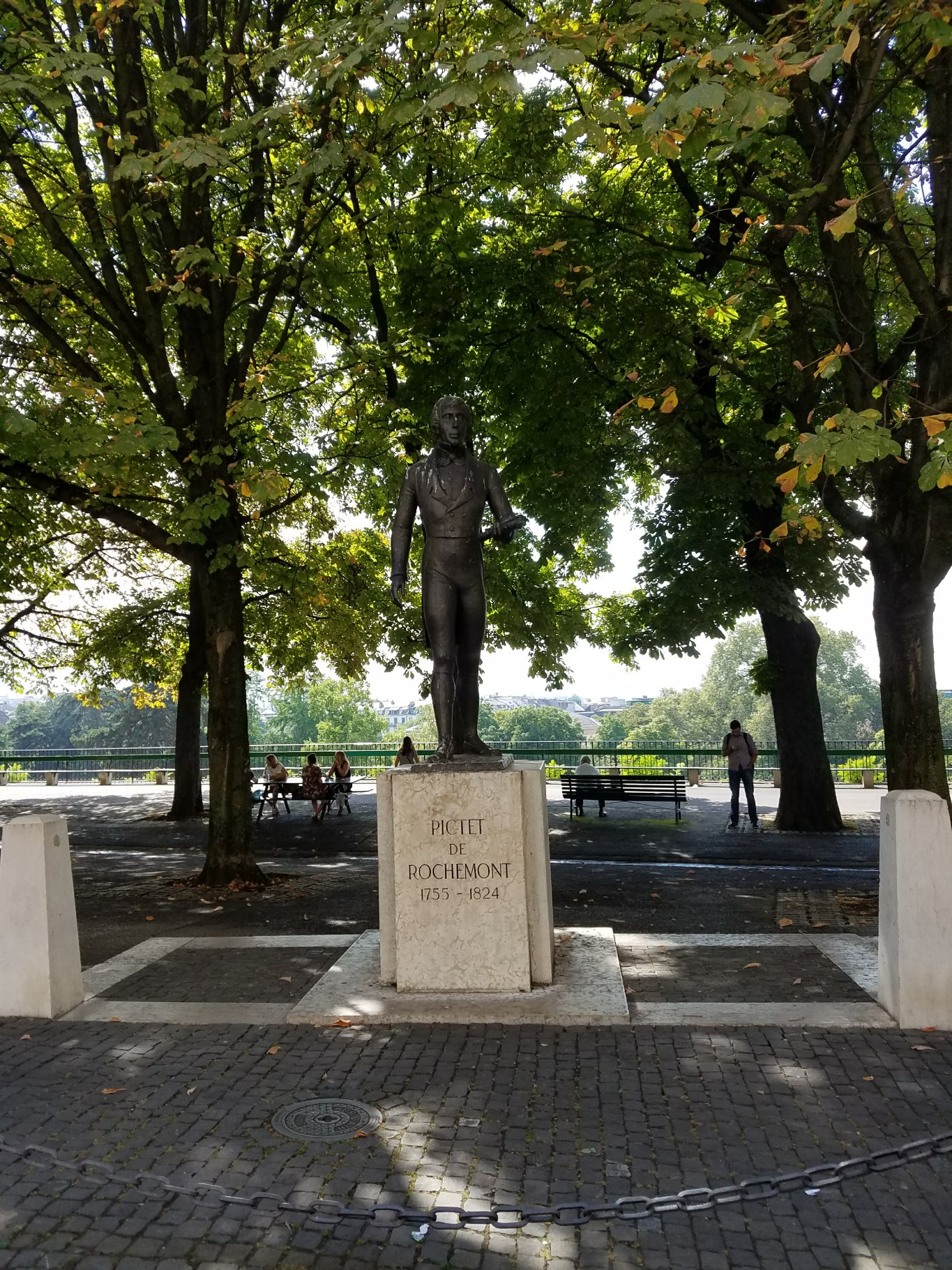
Statue de Charles Pictet de Rochemont à Genève par Peter Hartmann.

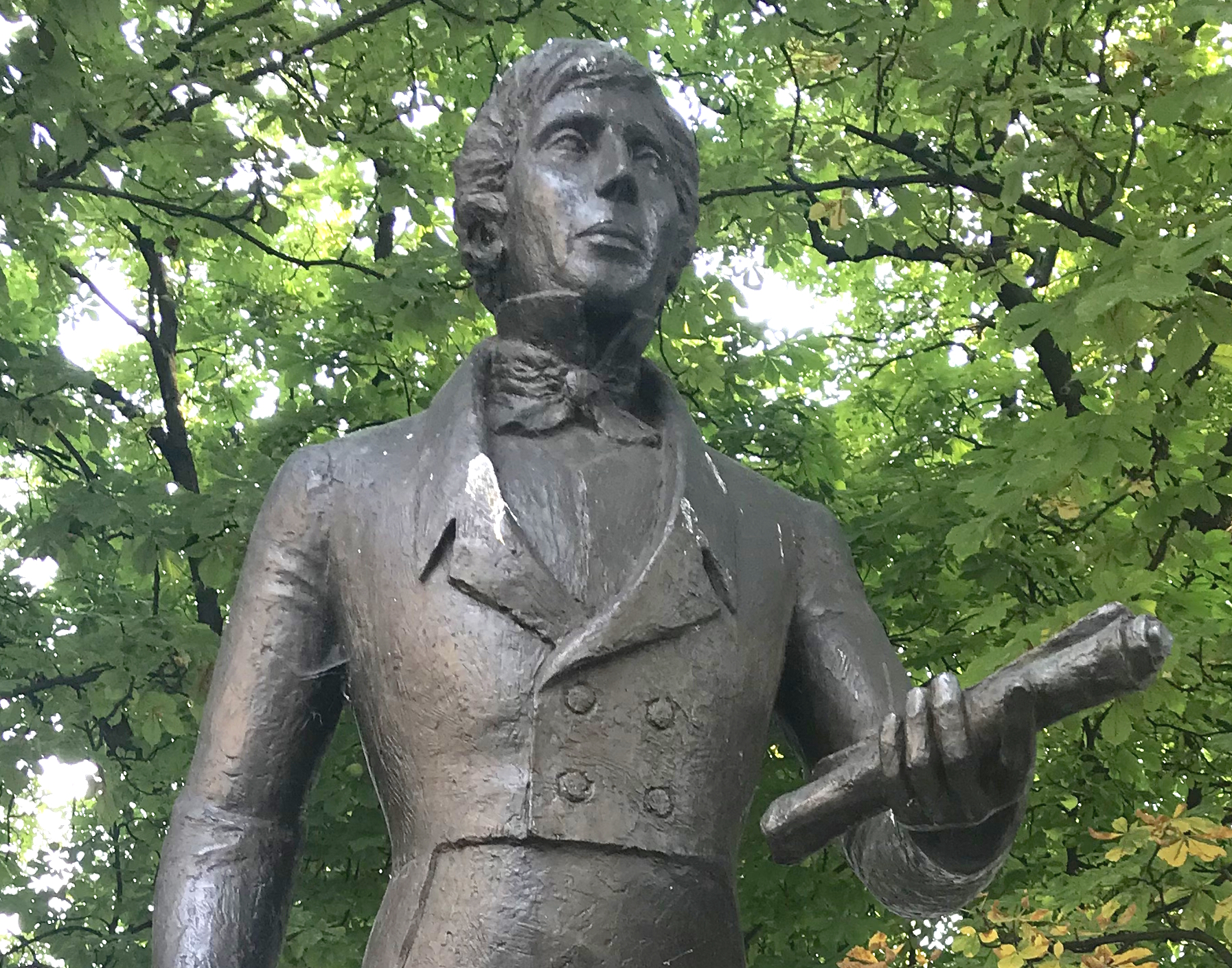
Statue, détail.

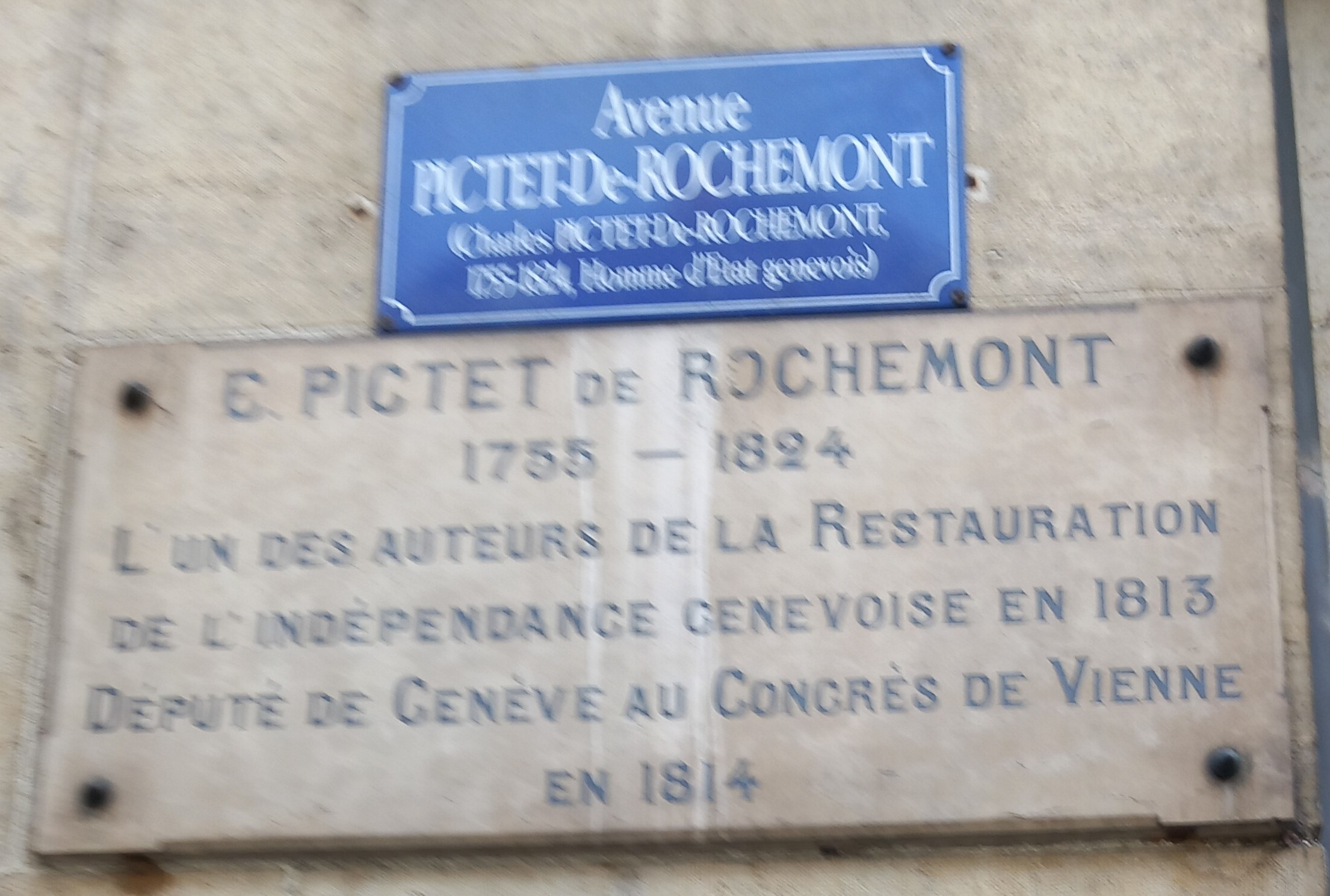
Avenue Pictet de Rochemont à Genève

Après ces succès diplomatiques, il reprend ses activités agricoles à Lancy parallèlement à ses mandats politiques dont un siège au Conseil représentatif. Il continue à écrire pour la Bibliothèque britannique et rédige anonymement, en 1821, l'ouvrage De la Suisse dans l'intérêt de l'Europe, dans lequel il démontre l'avantage qu'ont les grandes puissances européennes à respecter la neutralité suisse. L'ouvrage, conservant sa pertinence, sera réimprimé quarante ans plus tard sous un autre titre. Pictet décède en 1824 et est enseveli au cimetière de Plainpalais (anciennement cimetière des Rois), à Genève, aux côtés de sa femme et de son frère. Une avenue de Genève est baptisée à son nom en 1894. Une statue le représentant est également érigée à la Rampe de la Treille, à Genève, en 1970.
À noter que sa nièce Anna Lullin épousera Jean-Gabriel Eynard, et que Adolphe Lullin, frère d'Anna, sera peintre. Son fils aîné, Charles-René Pictet de Rochemont, après avoir dirigé pendant 5 ans les bergeries d'Odessa sera, en 1816 et 1817, le chargé d'affaires du roi de Bavière à Paris, retrouvant ainsi le duc de Richelieu qui était alors président du Conseil et ministre des affaires étrangères. Un autre de ses fils, Adolphe, deviendra un éminent linguiste.